# رغل وردي
الرغل الوردي (الاسم العلمي: Atriplex rosea) هو نوع نباتي يتبع جنس الرغل من الفصيلة القطيفية.

## الموئل والانتشار
موطنه بلاد الشام ومصر والمغرب العربي وتركيا والقوقاز ومعظم مناطق أوروبا.

## مرادفات للاسم العلمي
- (باللاتينية: Atriplex heterosperma)